# Luisa Abel
Luisa Abel ist eine Maskenbildnerin.

## Leben
Abel wurde in Südamerika geboren und wuchs dort auch auf. Ihre Ausbildung zur Maskenbildnerin erhielt sie in London. Sie begann ihre Karriere in den 1990er Jahren als Maskenbild-Trainee und Assistenz-Hairstylistin an britischen Filmproduktionen wie Split Second (1992), Shooting Fish (1997) und Deadly Summer (1997). Ab Ende der 1990er Jahre arbeitete sie auch an großen Hollywood-Produktionen wie Hollow Man – Unsichtbare Gefahr, Catch Me If You Can und 21 Gramm. Sie arbeitete mehrfach an Filmen der Regisseure Steven Spielberg, Sam Raimi, Clint Eastwood und Ang Lee.
Seit Inception (2010) arbeitete Abel am Maskenbild aller Filme des Regisseurs Christopher Nolan. Bei Nolans Filmbiografie Oppenheimer verantwortete sie als Abteilungsleiterin Make-up und Leiterin der Prosthetic-Abteilung das Maskenbild von 73 Darstellern mit Sprechrollen, von denen 18 in verschiedenen Altersstufen dargestellt wurden, was durch die Aufnahmen mit extrem hochauflösenden IMAX-Kameras eine zusätzliche Herausforderung für das Maskenbild darstellte.
Für ihre Arbeit an Oppenheimer erhielt Abel 2024 eine Oscar-Nominierung in der Kategorie Bestes Make-up und beste Frisuren.
Abel lebt in Los Angeles.

## Filmografie (Auswahl)
- 1999: Bad City Blues
- 2000: Love & Sex
- 2000: Prophet’s Game – Im Netz des Todes (The Prophet’s Game)
- 2000: Hollow Man – Unsichtbare Gefahr (Hollow Man)
- 2001: It takes two – London, wir kommen! (Winning London)
- 2001: Human Nature – Die Krone der Schöpfung (Human Nature)
- 2001: The Ponder Heart (Fernsehfilm)
- 2001: Beyond the City Limits
- 2002: High Crimes – Im Netz der Lügen (High Crimes)
- 2002: Catch Me If You Can
- 2003: American Splendor
- 2003: 21 Gramm (21 Grams)
- 2003: Sin – Der Tod hat kein Gewissen (Sin)
- 2004: How’s My Driving (Kurzfilm)
- 2005: Verflucht (Cursed)
- 2005: Shackles – Hölle hinter Gittern (Shackles)
- 2005: Domino
- 2006: Die Hollywood-Verschwörung (Hollywoodland)
- 2007: Spider-Man 3
- 2007: Zimmer 1408 (1408)
- 2007: Der Krieg des Charlie Wilson (Charlie Wilson’s War)
- 2009: Drag Me to Hell
- 2010: Hesher – Der Rebell (Hesher)
- 2010: Inception
- 2011: Thor
- 2011: Cheyenne – This Must Be the Place (This Must Be the Place)
- 2012: The Dark Knight Rises
- 2012: Back in the Game (Trouble with the Curve)
- 2013: Don Jon
- 2013: Low Winter Sun (Fernsehserie, 1 Episode)
- 2014: Transcendence
- 2014: Interstellar
- 2014: American Sniper
- 2015: Trumbo
- 2016: Sully
- 2016: Die irre Heldentour des Billy Lynn (Billy Lynn’s Long Halftime Walk)
- 2017: Dunkirk
- 2018: 15:17 to Paris
- 2018: Red Sparrow
- 2018: The Mule
- 2019: Knives Out – Mord ist Familiensache (Knives Out)
- 2019: Gemini Man
- 2020: Tenet
- 2021: Red Notice
- 2022: Obi-Wan Kenobi (Miniserie, 4 Episoden)
- 2023: Air: Der große Wurf (Air)
- 2023: Oppenheimer